# Reinhard von Gemmingen-Hornberg (1677–1750)
Reichsfreiherr Reinhard von Gemmingen zu Hornberg (* 5. November 1677; † 11. Januar 1750) war hessen-darmstädtischer Geheimrat, Ritterhauptmann im Ritterkanton Odenwald und Generaldirektor der drei Ritterkreise.

## Leben
Reinhard von Gemmingen wurde 1677 als Sohn des badischen Hofrates und Hofmarschalls, Reinhard von Gemmingen zu Hornberg (1645–1707), und dessen Frau Maria Elisabetha von Neipperg geboren. Nach seiner Ausbildung und einigen Auslandsreisen sammelte er erste Berufserfahrung am badischen Hof. Er war Kammerjunker und Hofrat bei Markgraf Friedrich VII. Magnus, wurde 1705 dem badischen Collegium vorgestellt. 1708 trat er als Geheimrat in hessische Dienste. 
1715 wurde er vom Ritterkonvent zum Ritterhauptmann im Ritterkanton Odenwald gewählt. Da er um die Stelle anzutreten die bereits erlangte Berufung zum Assessor zu den beiden höchsten Reichdikasterien abweisen musste, verlangte er eine Erhöhung der Hauptmannsbesoldung von 600 auf 2000 Gulden. 1000 Gulden wurden ihm sofort gewährt, und für die weiteren 1000 Gulden kamen zunächst einzelne Mitglieder auf, die darauf hofften, dass er bald auch die übrigen Mitglieder des Konvents von seinen besonderen Qualitäten überzeugen würde. 1716 verkaufte er sein Haus in Wimpfen und ließ seine adelige Freiheit auf das Merkelbachsche Haus übertragen. 1717 ging er als Gesandter nach Wien. Um 1720 verlegte er das Archiv des Ritterkantons Odenwald mit Erlaubnis des Rates der Stadt Heilbronn von Kochendorf nach Heilbronn, wo sich damals bereits seit rund 100 Jahren auch die Verwaltung des Ritterkantons Kraichgau befand. 1736 erhielt er von Kaiser Karl VI. die Anwartschaft auf das Burglehen in Kochendorf, womit er von Kaiser Franz I. am 9. Dezember 1749 auch urkundlich belehnt wurde.
Als Generaldirektor aller drei Ritterkreise starb er am 11. Januar 1750. Seine Lehensnachfolge traten die Söhne Reinhard (1710–1775) und Eberhard August (1717–1758) an. Sein Nachfolger als Direktor des Ritterkantons Odenwald wurde Meinhardt Friedrich Franz Rüdt von Collenberg (1720–1789).

## Familie
Er war seit 1708 mit Maria Magdalena Amalia von Künsperg zu Thurnau († 1744) verheiratet. Der Ehe entstammten elf Kinder, von denen die meisten jung starben.
Nachkommen:
- Reinhard (1710–1775) ⚭ Sophia Friederica vom Stein (1715–1776)
- Eberhard August (1717–1758) ⚭ Christine Sophie von Gemmingen-Gemmingen (1735–1789), baden-durlachscher Obervogt, blieb ohne Nachkommen
- Charlotte, Stiftsdame in Oberstenfeld
- Marianne († 1729)
- Benedicta (nichts weiter bekannt)